# Venancio Bartibás
Venancio Bartibás   (Montevideo, 18 de maig de 1906 - Montevideo, juliol 1977) fou un futbolista uruguaià, que jugava de centrecampista, que va competir durant les dècades de 1920 i 1930.
El 1927 fou seleccionat per disputar Campionat Sud-americà de futbol i el 1928 per disputar la competició de futbol dels Jocs Olímpics d'Amsterdam. En la primera competició guanyà la medalla de plata i en la segona la d'or, però ell no disputà cap partit.
A nivell de clubs va ser jugador del Central Español Fútbol Club entre 1926 i 1938, amb l'excepció de 1929, quan jugà al Club Nacional de Football.